# Алейник Володимир Петрович
Алейник Володимир Петрович (нар. 12 вересня 1959) — білоруський стрибун у воду.
Учасник Олімпійських Ігор 1976, 1980 років.
Призер Чемпіонату світу з водних видів спорту 1978, 1982 років.
Чемпіон Європи з водних видів спорту 1977 року, призер 1981 року.
Переможець літньої Універсіади 1979 року, призер 1981 року.